# Бойна игра
Бойна игра е жанр във видеоигрите, базиран на бой или стрелба между играчи. Появяват се в началото на 90-те години на ХХ век. Повечето бойни игри позволяват на играча да изпълнява специални атаки чрез извършване на специфични клавишни комбинации.

## Определение
Бойните игри са вид екшън игри, при които двама (или повече играчи) се бият помежду си. Тези игри обикновено се отличават със специални ходове, които се задействат с помощта на бързи последователности от внимателно синхронизирани натискания на бутони и движения на джойстика. Игрите по принцип показват бойците от трето лице, въпреки че жанрът е преминал от двумерна (2D) към триизмерна (3D) графика. Бойните игри обикновено включват ръкопашен бой, но могат да включват и оръжия, брони и т.н.

## Видове бойни умения в игрите

### Контраатака
Прогнозирането на ходовете на противника и известна като „контра атака“, е често срещан елемент в бойните игри. Бойните игри също подчертават разликата между височината на ударите, варираща от ниски до скокови атаки. По този начин стратегията става важна, тъй като играчите се опитват да предсказват ходовете на другия, подобно на играта „Камък, ножица, хартия“.

### Тактическо напредване
Освен придвижването в ограничено пространство, бойните игри ограничават действията на играча и в определени моменти го карат да прави защитни маневри. Играчите трябва да научат кои атаки и защити са ефективни една срещу друга, често чрез проби и грешки. Блокирането на действие с друго е основна техника, която позволява на играча да се защитава срещу основни атаки.

### Специални атаки
Неразделна характеристика на бойните игри включва използването на „специални атаки“, наричани още „супер сили“, които използват сложни комбинации от натискане на бутони, за да се извърши конкретно действие различно от основните удари и ритници. Друга често срещана характеристика в бойните игри са да показват „комбо метър“, който показва напредъка на играча чрез комбо. Ефективността на подобни ходове често е свързана с трудността на изпълнението и степента на риск, и изискват играчът да има както силна воля, така и отлично време.

### Снаряди
Използвани предимно в 2D бойните игри, снарядите са обекти, които боец може да изстреля по друг боец от разстояние. Въпреки че те могат да бъдат използвани за просто нанасяне на щети, снарядите най-често се използват за маневриране на противниците в неблагоприятни ситуации.